# Falco-Villa
Die Falco-Villa ist ein 1895/96 errichtetes Wohngebäude in Gars am Kamp, Horner Straße 214, das 1987 von dem österreichischen Musiker Falco alias Johann Hölzel (1957–1998) erworben und vor allem in der wärmeren Jahreszeit als Rückzugsort genutzt wurde. Das Haus, das auch von Falcos Mutter Maria Hölzel (1926–2014) bewohnt wurde, gehört heute der „Falco Privatstiftung“, die die „Falco-Villa“ im Frühjahr 2024 für Führungen, Events, Präsentationen und Feiern geöffnet hat. Die „Falco-Villa“ befindet sich direkt neben dem Landhaus, Horner Straße 225, das zwischen 1910 und 1940 den Eltern des Film-Regisseurs Fritz Lang gehört hat, auf dessen Kriminal-Film-Klassiker „M“ in Falcos Jeanny-Videoclip angespielt wird.

## Zur Vorgeschichte der „Falco-Villa“
Die heutige „Falco-Villa“ wurde 1895/96 für die Wiener Sommerfrischlerin Eugenia Holzwarth (1841–1908) errichtet und wies – wie die erhaltenen Fotografien belegen – zumindest bis 1910 noch keine Jugendstil-Elemente auf. Ab 1903 gehörte die „Holzwarth-Villa“ Simon Mayer. 1904 wurde sie von der in Steyr tätigen „Kleidermacherin“ Johanna Heiser (1853–1936) und ihrer Schwester, der Schneiderin Therese Heiser (1856–1942), als Sommerfrische-Villa erworben. Sie waren Schwestern des damaligen Garser Bäckers und späteren Garser Bürgermeisters Roman Heiser (1867–1927). Im Sommer 1917 wurde die Familie Adolf Adam Hauseigentümer. Ihr gehörte die Villa sieben Jahrzehnte lang, weshalb sich der Name „Adam-Villa“ einbürgert hat. Der Wiener Fabrikant Adolf Adam senior (1861–1929) war von 1893 bis zu seinem Tod im Jahr 1929 mit Juliana Ocskovszky (1872–1948) verheiratet. Das Ehepaar Adam hatte nach aktuellem Wissensstand drei Söhne: Leopold (1891–1964), Rudolf (1893–1895) und Adolf Adam junior (1894–1983). Adolf Adam senior hat 1896 in Wien die Firma „Adam & Comp.“ gegründet. Adolf Adam senior ist am 7. Dezember 1929 gestorben, worauf die Garser Villa in das Eigentum seiner Gattin Juliana Adam überging. Sie hat am 10. Mai 1932 den verwitweten Fabrikanten und Pressbaumer Altbürgermeister Ferdinand Kühnel (1867–1947) geheiratet. Fünf Wochen nach seinem Ableben verschied Juliana Adam am 13. Jänner 1948 in der Garser Villa. Ihr jüngster Sohn Adolf Adam junior und seine Gattin Margarethe (1900–1985) bewohnten als letzte Mitglieder der Familie Adam die Garser Villa, bevor diese 1987 von Falco erworben wurde.
Ein weiterer namhafter Bewohner der nunmehrigen „Falco-Villa“ war der Wiener Musikinstrumentenhändler und k. u. k. Hoflieferant Josef-Leopold Pick (1851–1917). Gemeinsam mit Frau und Sohn lebte er in den Jahren 1899, 1900, 1901 und 1902 als Sommerfrische-Gast in der „Villa Holzwarth“, bevor er 1903 seine eigene Garser Villa beziehen konnte, die er 1902/03 am Nachbargrund (heute: Horner Straße 225) errichten ließ. Sie wurde 1910 von der Mutter des Film-Regisseurs Fritz Lang (1890–1976) erworben und hat bis 1940 der Familie Lang gehört: „Langs Gars-Verbindung war dem Pop-Weltstar Falco vermutlich nicht bekannt, als er 1987 die Nachbarsvilla der Familie Lang erworben hat. Die Kenntnis dieser Nachbarschaft hätte Falco aber vermutlich gefallen, da er im Video zu seinem Mega-Hit »Jeanny« auf Langs beklemmendes Film-Meisterwerk »M« mit markanten Filmzitaten anspielt.“

## Nutzung
Die „Falco Privatstiftung“ bietet seit dem Frühjahr 2024 regelmäßig Führungen in der Garser „Falco-Villa“ an, die nahezu in dem Zustand bewahrt wurde, wie sie Falco (1957–1998) und seine Mutter (1926–2014) verlassen haben.

## Ausstellungen über die „Falco-Villa“
Zwischen 19. Oktober 2018 und 17. März 2019 war im Theatermuseum Hannover die Ausstellung „Falco in Gars am Kamp“ zu sehen, die dem Publikum durch großformatige Fotografien Einblick in die „Falco-Villa“ gewährte, die für die Öffentlichkeit unzugänglich war. Nach Ausstellungsende wurden die Fotografien für das Garser Zeitbrücke-Museum erworben und zwischen 2. Juli 2021 und 26. September 2021 um weitere Exponate ergänzt unter dem Ausstellungstitel „Falco in Gars“ als Sonderausstellung gezeigt.

## Galerie

Holzwarth-Villa (vor 1902) hinter Bahnhof Gars-Thunau[7]
Holzwarth-Villa (zirka 1910)[7]
Holzwarth-Villa (vorne rechts) mit angrenzender „Villa Lang“ (um 1910)[7]
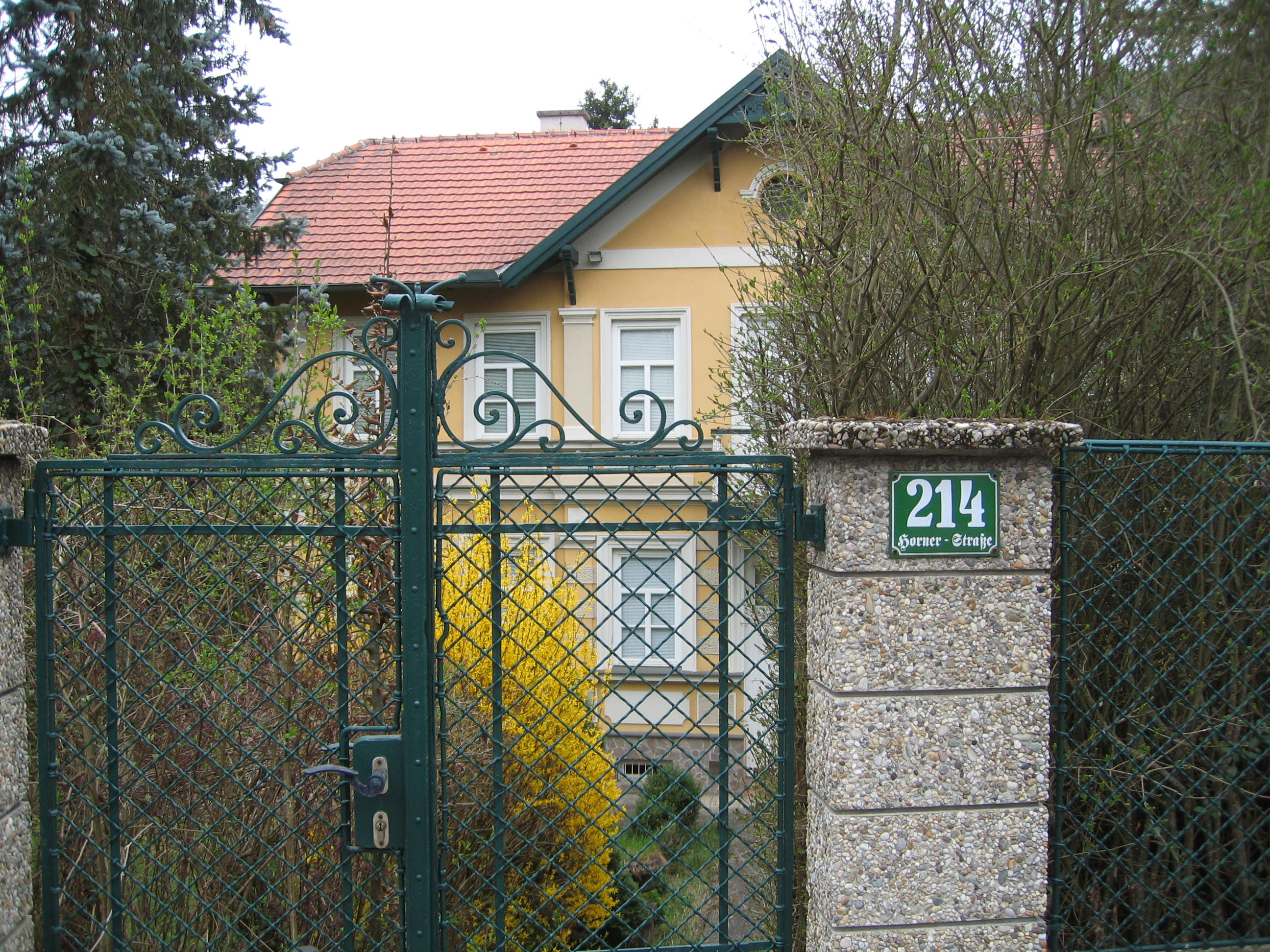
Falco-Villa (April 2014)
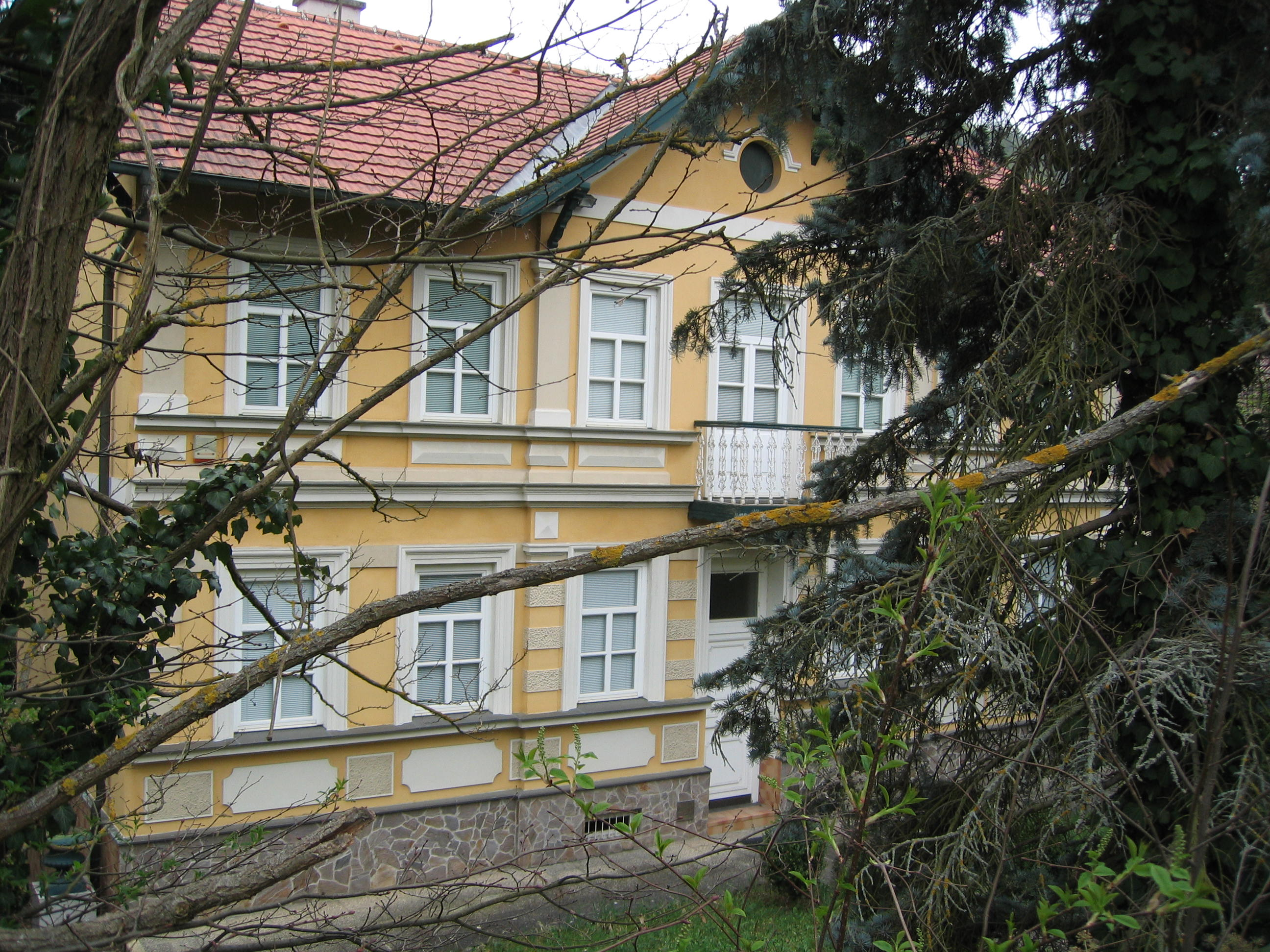
Falco-Villa (April 2014)
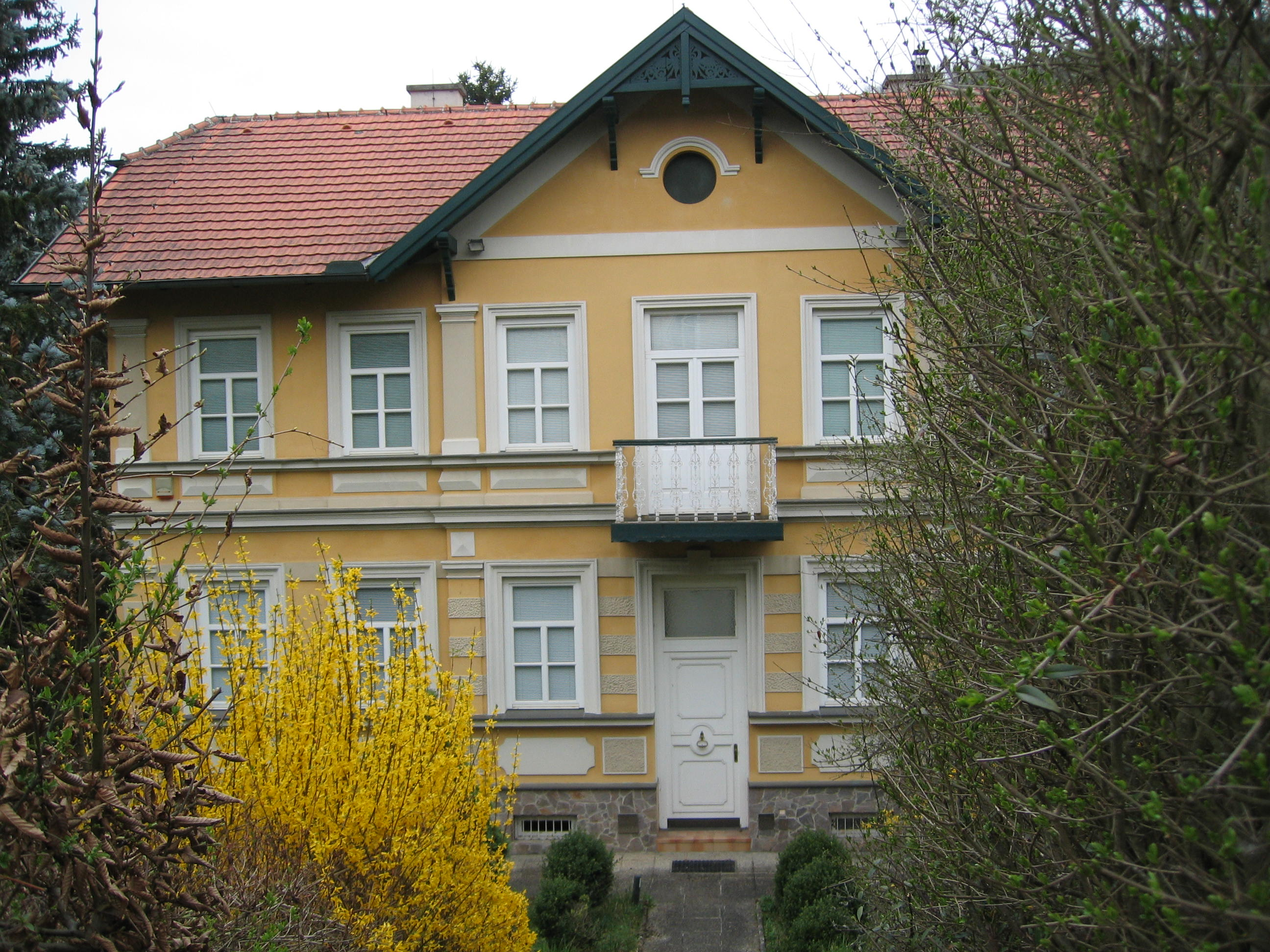
Falco-Villa (April 2014)
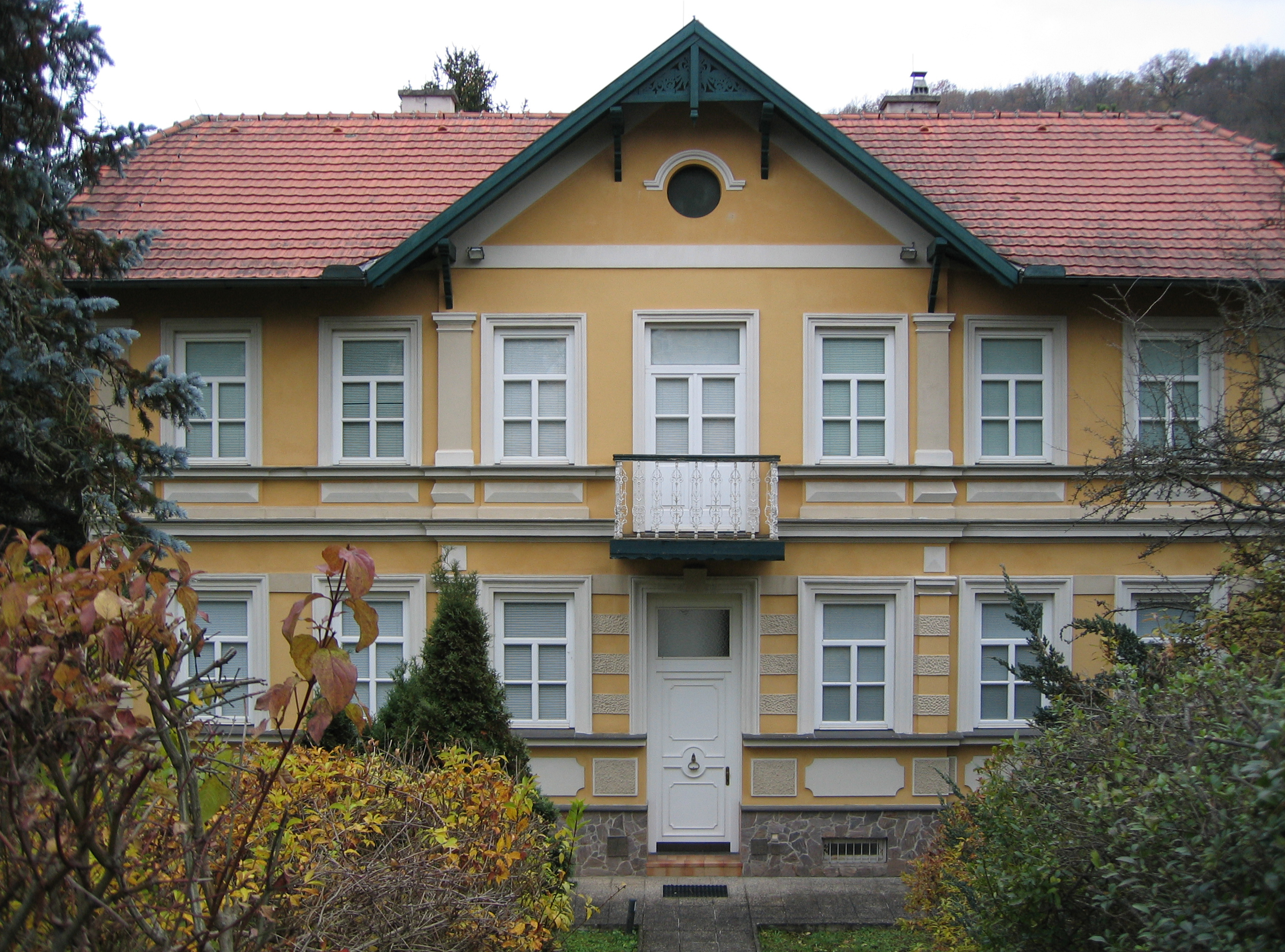
Falco-Villa (Herbst 2017)

### Unternehmenswebsite
- Falco Villa

### Fotodokumentation
- Alexander Tuma (Austria Presse Agentur): Exklusiv - Falcos Villa. 90 Presse-Fotografien vom 19. April 2014.

### Fernsehberichte
- Birgit Brunner: Falcos Rückzugsort ORF (Februar 2017).
- Rundgang durch Falcos Villa in Gars am Kamp (Februar 2018).
- Charivari Würzburg: In der Villa von Falco (6. Februar 2018).
- Alissa Giese: Falco, Gars am Kamp: Ausstellung im Theatermuseum Hannover. h1 – Fernsehen aus Hannover (Oktober 2018).
- Falco Villa. Auf den Spuren von Falco (LT1 Oberösterreich) (2023).
- Falco Villa wird zum Museum. Yu Planet (27. April 2024).

### Print- und Online-Berichte
- Julia Gschmeidler: Zu Besuch in Falcos Villa. Kurier (21. April 2017).
- ORF: Inside Falco-Villa – Österreichs Graceland (6. Februar 2018).
- Carsten Niemann und Mathias Mauersberger: Ausstellung in Hannover. Falco ganz privat. Deutschlandradio Kultur (19. Oktober 2018).
- Daria Simon: Fern von Fans – Gars am Kamp.  Falcos Villa und Gasthof Poldiwirt.[8] Blog-Beitrag vom 21. Juli 2019.
- ORF: Zukunft von Falco-Villa nach wie vor unklar (6. Februar 2023).
- Hilda Schwameis: Falco-Villa wird für Besucher geöffnet (28. Februar 2024).
- Nina Pöchhacker: „Zu Besuch bei Falco in Gars am Kamp“. ORF, Niederösterreich (17. April 2024).
- Gabriela Peterka: Pläne: Einblicke in Falcos Rückzugsort ab Mitte Juni. NÖN (26. April 2024).
- Rupert Kornell Falcos Garser Villa steht nun allen offen NÖN (17. Mai 2024)
- Ursula Rischanek: Wo Falco wieder Hansi Hölzel sein konnte. In: Die Presse. 6. Juli 2024.
- Heiko Zwirner: Falco privat. Ein Hausbesuch. In: Welt am Sonntag, 21. Juli 2024, Nr. 29, S. 44.